# Сафронов, Александр Николаевич
Александр Николаевич Сафронов (1922, Тамбовская губерния — 1982, Грозный) — советский художник и скульптор, председатель Союза художников Чечено-Ингушской АССР.

## Биография
Родился в Тамбовской губернии. Учился в художественном училище в Ростове-на-Дону. Из-за начавшейся Великой Отечественной войны не смог его окончить. Учился на курсах военных лётчиков. В 1944 году был направлен на аэродром Ханкала для работы лётчиком-инструктором.
В 1946 году стал сотрудником художественного фонда Грозненской области. Был избран председателем Союза художников области. Участвовал во многих республиканских, российских и всесоюзных художественных выставках. По его проекту был создан памятник Александру Полежаеву, установленный в центре Грозного. Сафронов был участником оформления грозненского цирка и драматического театра имени Ханпаши Нурадилова. Его проекты памятников Льву Толстому, одному из основателей чеченской литературы Саиду Бадуеву, комсомольцам Чечено-Ингушетии признавались лучшими на конкурсах проектов.
В 1960 году Сафронов выиграл конкурс проекта конного монумента командующего Чеченской Красной армией Асланбеку Шерипову, но по бюрократическим причинам и из-за интриг памятник не был установлен. В 1958 году Сафроновым был создан проект памятника Льву Толстому, но из-за нетрадиционного подхода художника (Толстой был изображён без бороды) памятник был установлен только после смерти художника перед зданием Чеченского государственного университета, носившего в то время имя писателя. Вместе с Иваном Твердохлебовым работал над проектом Мемориала павшим в Великой Отечественной войне. Сафронов был автором проекта Президентского дворца в Грозном. По его проекту (в соавторстве с архитектором Я. С. Берковичем) была создана памятная стела, посвящённая Николаю Анисимову.
В 1959 году был выпущен художественный маркированный конверт с изображением памятника Полежаеву работы Сафронова.

## Галерея

Мемориал павшим в Великой Отечественной войне (Грозный)
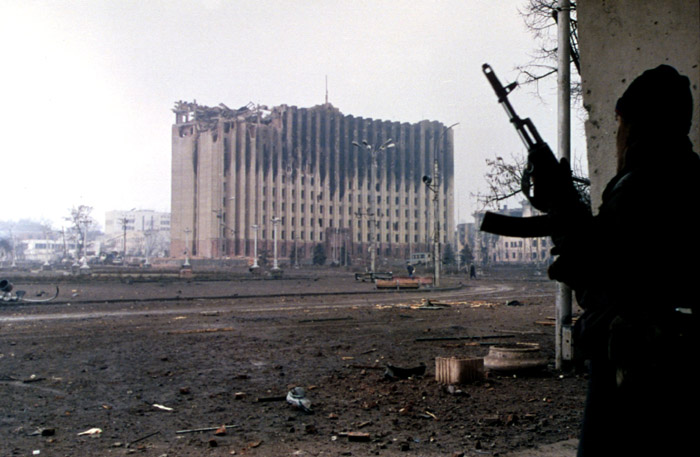
Президентский дворец (Грозный)
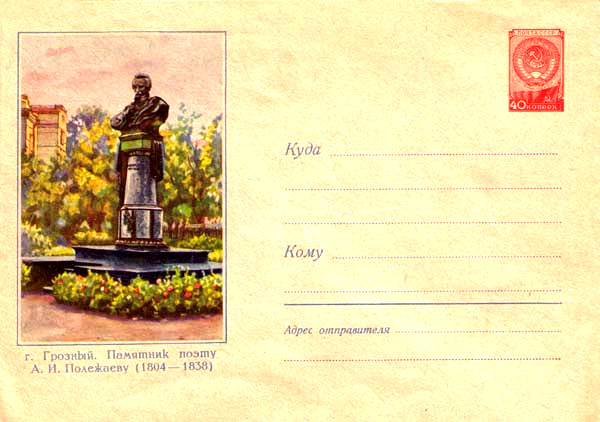
Памятник Александру Полежаеву в Грозном. Художественный маркированный конверт СССР. 1959 год.
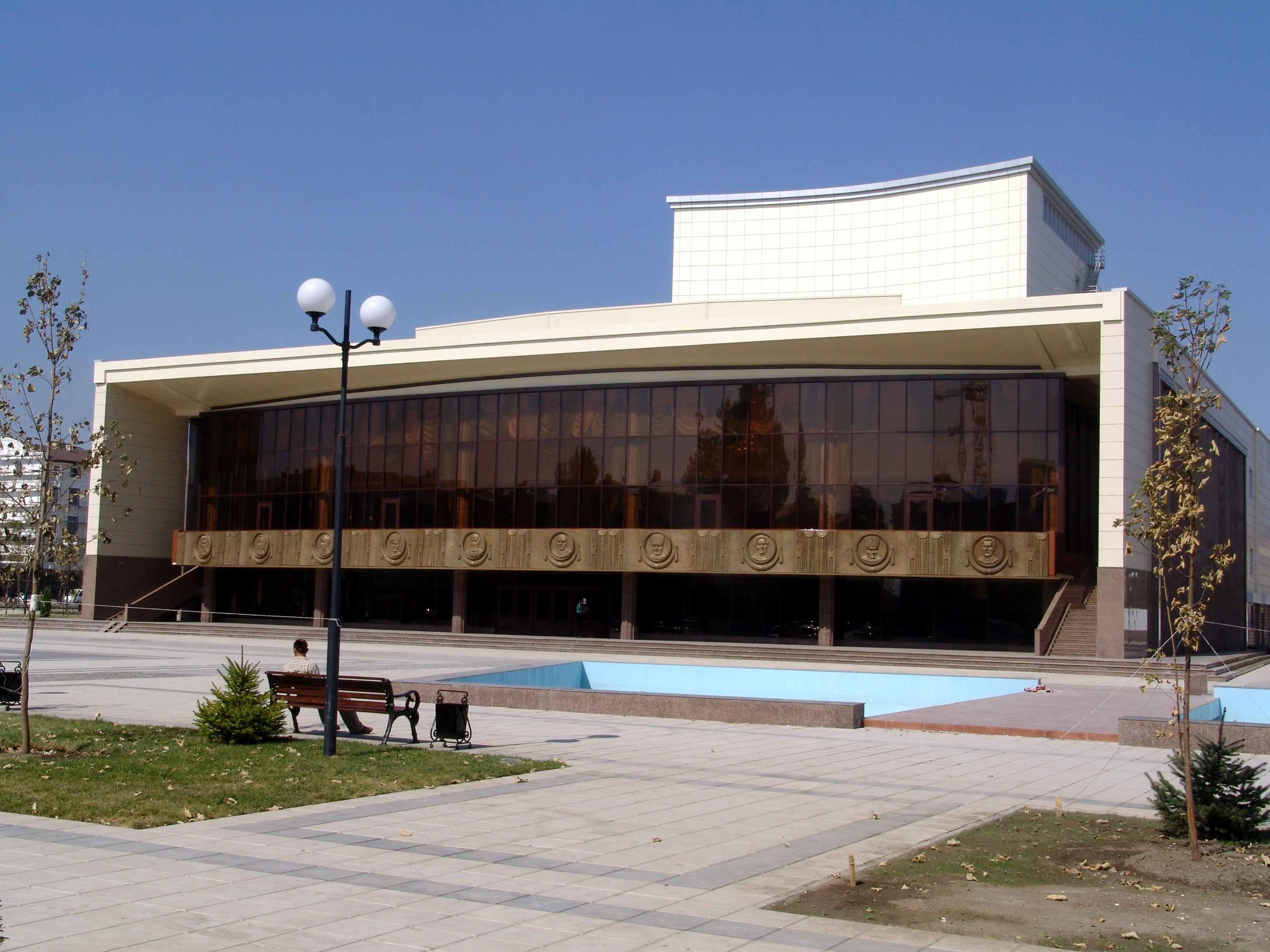
Чеченский драматический театр имени Ханпаши Нурадилова